# Musculus auricularis posterior
Der Musculus auricularis posterior („hinterer Ohrmuskel“) ist ein kleiner Hautmuskel des Kopfes und Teil der Ohrmuschelmuskeln. Er entspringt an der Pars mastoidea des Schläfenbeins und setzt an der Ohrmuschelbasis an. Beim Menschen besteht er aus zwei zarten Strängen, die die Lymphonodi retroauriculares bedecken.
Bei Tieren, bei denen die Ohren deutlich beweglicher sind und eine größere Rolle in der Mimik und dem Sozialverhalten spielen („Ohrspiel“), sind mehrere hintere Ohrmuskeln ausgebildet. Im Einzelnen sind dies:
- Musculus cervicoscutularis (Hals-Schild-Muskel)
- Musculus cervicooauricularis superficialis (oberflächlicher Hals-Ohr-Muskel)
- Musculus cervicooauricularis medius (mittlerer Hals-Ohr-Muskel)
- Musculus cervicooauricularis profundus (tiefer Hals-Ohr-Muskel)